# Eyot
 (транскр.  Ејот) српска је музичка група из Ниша. 

## Историја
Група Eyot је основана 2008. године у Нишу. За назив групе узета је стара енглеска реч која означава мало острво на реци или језеру. Eyot су већ након свог првог великог концерта, одржаног на Нишвилу 2009. године, привукли пажњу музичке критике и публике широм света. Њихова музика представља свежи звук који спаја културу џеза, софистицираност класичног клавира, психоделичне и амбијенталне музике, као и рељефне елементе источноевропског фолклора. Састав Eyot је један од три победника фестивала Umbria Jazz Balkanic Windows 2009. године. Такође је био и победник фестивала МИДЕМ 2012. у француском граду Кану.
До 2015. године наступали су у више од 20 држава и важе за најважнији српски џез састав новије генерације.
Петнаестогодишњицу рада обележили су приређивањем концертног албума Quindecennial, на коме се нашло 16 композиција. Материјал са тог издања није настао само на једном концерту, већ представља компилацију снимака са наступа које су одржали широм света у периоду од 2011. до 2023. године. Албум је изашао 23. фебруара 2024. за немачку издавачку кућу Neuklang Records. ПГП РТС је у новембру исте године објавио издање за српско тржиште.

## Чланови

### Садашњи
- Дејан Илијић — клавир
- Слађан Миленовић — гитара
- Милош Војводић [а] — бубањ
- Марко Стојиљковић — бас-гитара

## Дискографија

### Студијски албуми
- (2010)[11]
- (2013)[12][13]
- (2014)[14][15][16]
- (2017)[17]
- 557799 (2020)

### Албуми уживо
- (2024)

## Награде и номинације
- Награде Годум

| Година | Категорија            | Номиновано дело | Исход    | Изв.   |
| ------ | --------------------- | --------------- | -------- | ------ |
| 2022.  | Награда за џез музику | —               | Освојено | [ 18 ] |